# Albert Ménil
Pour les articles homonymes, voir Ménil.
Albert Ménil est un homme politique français né le 28 février 1873 à La Vigogne, commune de Doullens (Somme) et mort le 20 janvier 1948 à Villers-Bocage (Somme).

## Biographie
Vétérinaire à Villers-Bocage, il est conseiller municipal de 1913 à 1944 et maire de Villers-Bocage, conseiller d'arrondissement puis conseiller général de 1920 à 1928. 
Il est député de la Somme de 1928 à 1932, inscrit au groupe de l'Union républicaine démocratique.

## Sources
- « Albert Ménil », dans le Dictionnaire des parlementaires français (1889-1940), sous la direction de Jean Jolly, PUF, 1960 [détail de l’édition]